# Broadway Girls
«Broadway Girls» — сингл американського репера Lil Durk з участю кантрі-співака Морґана Воллена, виданий Alamo Records 17 грудня 2021 р. як другий окремок із сьомого студійного альбому першого 7220.

## Опис
1 жовтня 2021 року Воллен опублікував тизер в Instagram з підписом: «Не знаю, що це й для чого, але звучить непогано». Він пояснив, що натхненням слугувала вулиця Бродвей у Нешвіллі, а текст пісні розповідає історію відвідування бару в нейборгуді СоБро, що належить американському кантрі-виконавцю Джейсонові Олдіну. Пісня описує Воллена «увечері в центрі Нешвілла з дівчиною, яку він зустрів в „Aldeans“». Є першим треком Воллена, на якому він співає під треповий біт.

## Відеокліп
Прем'єра сталася 20 грудня 2021 року. Режисери: Jerry Productions, Джастін Клаф. Знімання проходили на вулиці Бродвей у Нешвіллі, перекритій під цю оказію. Дерк і Воллен відвідують Jason Aldean's Kitchen + Rooftop Bar та прогулюються порожнім кварталом Бродвею.

## Комерційний вислід
Пісня стала вірусною на TikTok, де вона має понад 84,5 млн переглядів. Сингл дебютував на 14-й сходинці Billboard Hot 100, принісши Дерку найвищу позицію в чарті як провідному виконавцю аж до виходу «All My Life». Він також дебютував на 1-му місці US Hot R&B/Hip-Hop Songs, що зробило Воллена четвертим кантрі-виконавцем в історії, якому це вдалося.

## Чартові позиції
| Чарт (2021–2022)                        | Найвища позиція |
| --------------------------------------- | --------------- |
| Канада (Canadian Hot 100)               | 27              |
| Billboard Global 200                    | 32              |
| New Zealand Hot Singles (RMNZ)          | 8               |
| США (Billboard Hot 100)                 | 14              |
| США (Hot R&B/Hip-Hop Songs) (Billboard) | 1               |

| Чарт (2022)                                | Позиція |
| ------------------------------------------ | ------- |
| Канада (Canadian Hot 100)                  | 92      |
| США (US Billboard Hot 100)                 | 81      |
| США (US Hot R&B/Hip-Hop Songs) (Billboard) | 18      |

## Сертифікації
| Регіон                                                      | Сертифікація | Продажі   |
| ----------------------------------------------------------- | ------------ | --------- |
| США (RIAA)                                                  | Платиновий   | 1 000 000 |
| продажі+прослуховування, що базуються лише на сертифікаціях |              |           |